# Дегтярьов Дмитро Сергійович
Дмитро Сергійович Дегтярьов (рос. Дмитрий Сергеевич Дегтярёв; 31 січня 1989, Оренбург, РРФСР — 3 серпня 2023, Запорізька область, Україна) — російський офіцер, майор ЗС РФ. Герой Російської Федерації.

## Біографія
Навчався в Оренбурзьких школі №60 і кадетській школі-інтернаті. В 2008 році вступив в Рязанське повітрянодесантне командне училище. Після закінчення училища в 2013 році призначений командиром парашутно-десантного взводу 56-ї окремої десантно-штурмової бригади (з грудня 2021 року — 56-й десантно-штурмовий полк 7-ї десантно-штурмової дивізії). З 24 лютого 2022 року брав участь у вторгненні в Україну, начальник штабу і заступник командира парашутно-десантного батальйону свого полку. Загинув у бою. 12 серпня 2023 року був похований в Оренбурзі.

## Нагороди
Отримав декілька нагород, серед яких:
- Орден Мужності
- Медаль «за відвагу»
- Медаль Суворова
- Медаль «За відзнаку у військовій службі» 3-го ступеня (10 років)
- Звання «Герой Російської Федерації» (25 грудня 2023, посмертно) — «за мужність і героїзм, проявлені під час виконання військового обов'язку.»